# Nothando Vilakazi
Nothando Vilakazi (Middelburg, 28 de outubro de 1988) é uma futebolista profissional sul-africana que atua como defensora.

## Carreira
Nothando Vilakazi fez parte do elenco da Seleção Sul-Africana de Futebol Feminino, nas Olimpíadas de 2012 e 2016. 